# فندق المهاجرين

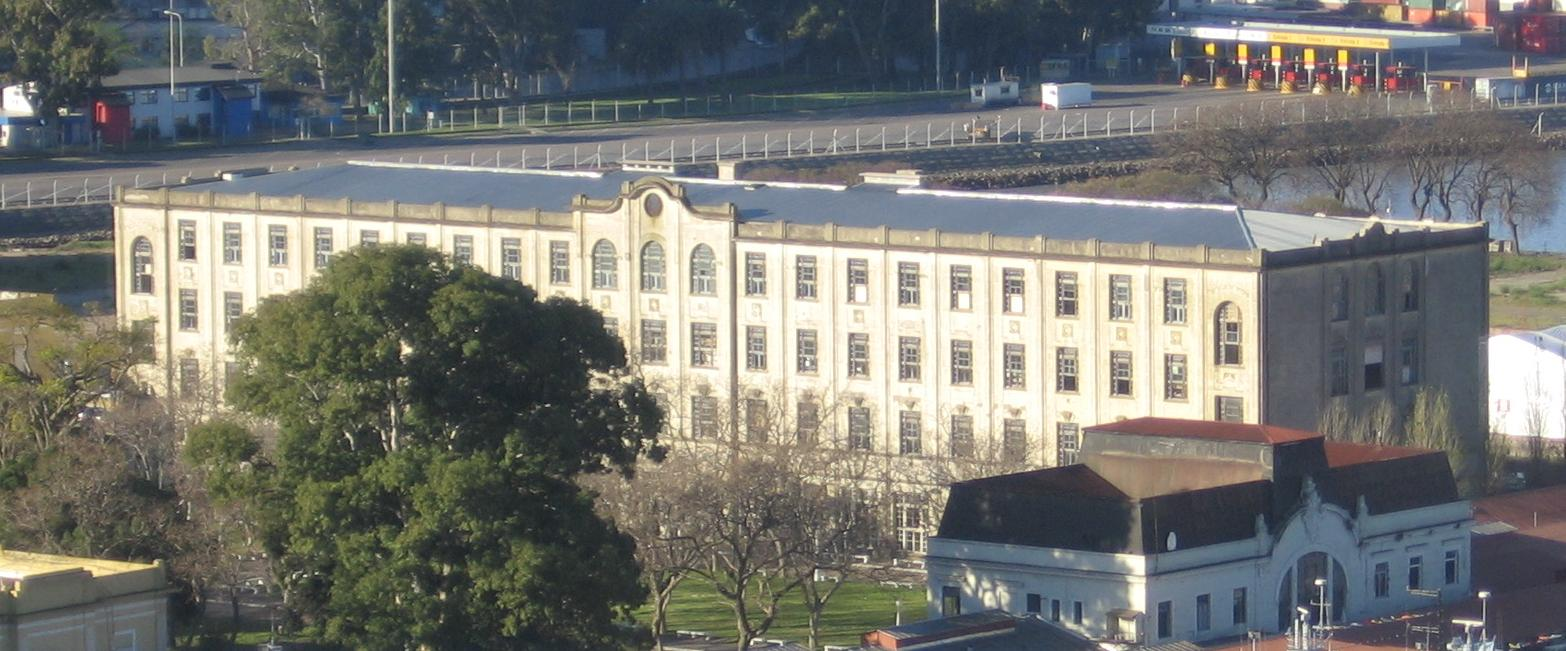
فندق المهاجرين

فندق المهاجرين (بالإسبانية: Hotel de Inmigrantes) هو مجمع من المباني شيد بين الأعوام 1906 و1911، في ميناء بوينس آيرس في الأرجنتين؛ لاستقبال ومساعدة الآلاف من المهاجرين الوافدين الذين وصلوا إلى الأرجنتين من أجزاء كثيرة من العالم.